# Anticreștinism

În țări precum Albania (perioada comunistă) sau Coreea de Nord (astăzi), creștinismul a fost sau este interzis în totalitate.

Anticreștinismul desemnează atitudinea critică, opoziția, ostilitatea, discriminarea, represiunea, sau persecuția creștinismului.  Cristianofobia sau cristofobia sunt de asemenea alte nume pentru a desemna „orice formă de discriminare sau intoleranță împotriva creștinilor” conform Organizației Consiliului  European Episcopal (CCCE).
Conform cotidianului catolic Avvenire, în 2011 creștinii sunt victimele a 75% din violențele anti-religioase și în Orientul Mijlociu există riscul dispariției creștinismului. Martirii creștini sunt în număr de 105.000 pe an în medie, unul la cinci minute. În 2011 Parlamentul European, arată că cea mai mare parte din actele de violență religioasă din lume au loc împotriva creștinilor și a condamnat atacurile propunând o strategie comună pentru a proteja libertatea religioasă.
Cele trei țări unde în 2010 sunt înregistrate formele de persecuție cele mai grave sunt statele Coreea de Nord, Iran și Afganistan.

## Istorie

### Secolul XVIII
Termenul este utilizat pentru prima dată în secolul al XVIII-lea  împotriva tuturor criticilor aduse creștinismului de către iluminism, înglobând și teiști și atei. Astfel, Bossuet, scrie: 
„Acestă inexplicabilă nedreptate este făcută pentru a demonstra superioritatea(intelectuală, culturală)  și constă în mistificarea învățăturilor Evangheliei și instituirea anticreștinismului”

### Astăzi
Într-o conferință de presă organizată de săptămânalul La Vie în februarie 2008, Marc Leboucher afirmă că astăzi creștinii „nu mai sunt aruncați în groapa cu lei”, ci ei sunt supuși unei „puternice agresiuni intelectuale”.

## Forme de anticreștinism

### Vandalism

Crucea inversată este unul din simbolurile anticreștinismului

Vandalismul sau distrugerea simbolurilor sau proprietăților creștine este o formă de expresie a sentimentului anticreștin. Dacă distrugerile sau obiectele vandalizate sunt considerate sfinte de către creștini, cum ar fi, Biblia, sau Crucea, sau o imagine a lui Hristos sau a unui sfânt, cazul devine o profanare. Asemenea cazuri pot fi de-asemenea ilegale dacă violează dreptul proprietății sau constituie infracțiuni legate de ura religioasă (hate crime). Incendierile premeditate ale bisericilor sau locurilor de adunare a creștinilor sunt considerate infracțiuni motivate de ură. Rasismul (față de membrii unei comunități religioase) poate fi o altă motivație pentru vandalismul bisericilor, pe lângă sentimentul anticreștin.
Conform Coroanei, incendierea unor biserici în  Minnedosa, Manitoba au fost comise de doi fani ai  black metal-ului national socialist cu teme anti-creștine. Vandalii au furat statui ale Fecioarei Maria, din parohia Sfântul Albert Calgary, Canada în august 2008, rupându-i mâinile și încercând să o incinereze și apoi aruncând-o într-un canal de-a lungul autostrăzii 22. În 2010 vandalii au mâzgălit cu graffiti și au încercat să incendieze Biserica Albă din   Baildon, West Yorkshire,  marcând biserica cu semnul pentagramei  și mâzgălind mesaje graffiti anticreștine pe ea.

### Muzică
Anumiți fani ai anumitor genuri muzicale, cum ar fi  black metal sau witch house au declarat deschis ura față de creștinism. Anumite vedete ale genului black metal și-au asumat responsibilitatea pentru inspirarea (daca nu chiar comiterea) incendierii premeditate a peste cincizeci de biserici creștine în Norvegia din 1992 până în 1996. Cea mai cunoscută dintre ele este Fantoft Stave, poliția suspectând că a fost distrusă de către formația Burzum, mai exact Varg Vikernes, cunoscut și sub numele "Count Grishnackh".

## Exemple de anticreștinism în politică și cultură

### Africa

#### Somalia
În septembrie 2011 militanții jură că vor eradica creștinismul din Somalia și decapitează doi creștini convertiți. Un al treilea creștin convertit a fost decapitat la Mogadishu la începutul lui 2012.

#### Tunisia
O înregistrare video ajunge la televiziunea Egiptul astăzi în 2012 în care apar musulmani decapitând un tânăr tunisian care se convertise la creștinism și a refuzat să renunțe.

#### Nigeria
Grupul islamic Boko Haram bombardează bisericile și ucide numeroși creștini care sunt considerați kafirs (infideli).

#### Zanzibar
S-au raportat numeroase atacuri asupra bisericilor creștine de către majoritatea musulmană din Zanzibar. Un episcop codamnă lipsa de atitudine a guvenului.

#### Mali
Grupul islamic Ansar Dine a constrâns creștinii să părăsească orașele pentru a evita să intre sub legea sharia.

#### Senegal
În timpul protestelor anumite gurpuri și-au manifestat violența împotriva bisericilor creștine. Parți ale infrastructurii au fost distruse.

#### Sudan
Legea Misionariatului străin din 1962 limitează numărul bisericilor construite. În 1992 au avut loc arestări în masă și torturări ale preoților locali. Studenții creștini aflați în perioada stagiului militar au fost împiedicați să se roage, spre deosebire de cei musulmani.  Înainte de divizare Sudanul de sud care avea un anumit număr de sate creștine au fost distruse de către milițiile Janjaweed.

### America de Sud

#### Chile
Exemple de cristofobie: omorârea preotului  Faustino Gazziero în 2004, publicarea de caricaturi cu Hristos,  arderea imaginii Fecioarei Maria a Muntelui Carmel (patroana națională),   urmate de ridicularizarea celor care au luat apărarea  credinței într-un ziar național.

### Asia

#### Coreea de Nord
O femeie creștină acuzată de distribuire a Bibliei, carte interzisă de regimul comunist din Coreea de Nord, a fost public executată în 2009 pentru crimă, raportează surse sud coreene.
În 2007  Solidaritatea Creștină Mondială publică un raport bazat pe șapte ani de cercetări, scris de avocați internaționali, care concluzionează că există dovezi de genocid împotriva grupurilor religioase din Coreea de Nord, în mod special împotriva creștinilor. Supraveghetori internaționali cum ar fi Open Doors sau Release International consideră  Coreea de Nord statul care încalcă cel mai flagrant drepturile religioase. Politica Coreei de Nord în privința religiilor native ale populației depășește cu mult stadiul de „persecuție” – credincioșii și familiile acestora fiind de-a dreptul exterminate.
Înainte de venirea la putere a lui  Kim Il-sung,  un procent între 25 și 30% din populația capitalei Pyongyang era creștină. Astăzi orice urmă a acestei comunități religioase înfloritoare a fost ștearsă. Considerând religia o amenințare, regimul totalitar nord coreean a comis genocid împotriva credincioșilor și familiilor acestora, indiferent de religie, încă de la început.

### Republica Populară Chineză
Cu toate că constituția chineză garantează libertatea religioasă, în prezent, în Republica Populară Chineză au loc persecuții ale unor culte religioase, printre care și creștini. Alte culte religioase discriminate și persecutate sunt Falun Gong/Falun Dafa (care a iscat un adevărat scandal la nivel mondial în legătură cu existența a 36 de lagăre de exterminare a practicanților Falun Gong, precum și mărturii despre extragerea pe viu a unor organe pentru a fi vândute ca transplanturi), Budhiști, musulmani.

#### India
Vezi: Violențe anticreștine în India

#### Indonezia
Vezi: Indonezieni decapitând fete creștine în 2005

### Europa

#### Germania
Conform unui sondaj din 2012, 46% din turcii care locuiesc în Germania își doresc ca într-o zi să trăiască în Germania mai mulți musulmani decat creștini. 8% dintre ei îi consideră pe creștini ființe inferioare.

#### Norvegia
Pe 6 iunie 1992 biserica Fantoft Stave, o structură originală din lemn construită în 1150 în Fortun, când vikingii s-au convertit la creștinism, și mutată în Bergen în 1883, a fost incendiată și arsă. La început focul a fost atribuit unui scurtcircuit electric. În ianuarie 1993, Varg Vikernes, cunoscut și ca "Count Grishnackh", a fost intervievat de un jurnalist local în apartamentul său decorat cu simboluri naziste, arme și simboluri satanice. Conform lui Vikernes, fanii bleck metal au declarat război creștinismului și societății norvegiene și erau responsabili pentru opt incendieri ale bisericilor ca parte a unei campanii teroriste în desfășurare. A folosit o fotografie  a rămășițelor carbonizate ale unei biserici, făcută imediat după incendierea ei, pentru albumul formației sale Burzum, intitulat Aske(cenușă în norvegiană). Ca urmare a declarației sale autoritățile norvegiene au început să îi aresteze pe fanaticii black metal-ului.
În 1994 Vikernes a fost găsit vinovat de crimă, incendiere cu premeditare și posesie de arme ilegale(inclusiv explozibili) și a primit maximul pedepsei în Norvegia: 21 de ani închisoare. A fost eliberat în 2009.
Listă parțială a bisericilor creștine incendiate în 1992 de către grupuri anticreștine  conform informațiilor apărute în media de limbă engleză: 
- 23 mai: biserica Storetveit din Bergen.[37]
- 6 iunie: biserica Fantoft Stave din Bergen.[38] Varg Vikernes was suspected of the crime, but denied this;[35] he was not convicted.[38]
- 1 august: biserica Revheim  din Stavanger.[38]
- 21 august: capela Holmenkollen  din Oslo.[39]
- 1 septembrie: biserica Ormøya din Oslo.[39]
- 13 septembrie: biserica Skjold  din Vindafjord.[39] Varg Vikernes și Samoth au fost condamnați pentru acest incendiu.
- Octombrie: Hauketo Church in Oslo.[39]
- 24 decembrie: biserica Åsane  din Bergen.[40] Varg Vikernes și muzicianul  Jørn Inge Tunsberg au fost condamnați pentru această incendiere.[41]
- 25 decembrie: biserica metodistă din Sarpsborg.[40] Un pompier a fost ucis în timp ce se lupta să stingă incendiul.[40]

#### Suedia
Pe 7 februarie 1993 Biserica Nouă din Lundby, Göteborg, Suedia a fost arsă.

#### Marea Britanie
Mark Pritchard,  membru al Parlamentului englez, a inițiat o dezbatere în Camera Comunelor  pe 5 decembrie 2007 despre anticreștinism, descriind fenomenul drept cristianofobie. Prezentând subiectul, spune ca este vorba „despre cum anticreștinismul ia amploare în loc să fie invers, și de ce creștinii au sentimentul că nu sunt luați în serios atunci când este vorba de creștinism într-o dezbatere publică; și despre cum tot mai mulți oameni credincioși sau fără credință, văd o creștere a marginalizării istoriei creștine a Marii Britanii, a moștenirii și tradițiilor, tocmai prin atitudinea și acțiunile administrației, autorităților locale și a altor sectoare ale societății”. Un exemplu de anticreștinism este avarierea  unei biserici în construcție, intrușii lăsând în urmă și graffiti anticreștine pe ziduri.

### Orientul Mijlociu
Fiorello Provera (n.1946), parlamentar european din Italia,  numește Orientul Mijlociu „cel mai periculos loc pentru viața creștinilor” și citează  pe Ayaan Hirsi Ali care blamează comunitatea internațională pentru nerezolvarea problemei numită de ea „războiul împotriva creștinilor în lumea musulmană”.
Fostul președinte libanez Amine Gemayel a declarat în 2011 că creștinii au devenit o țintă a unui genocid, zeci de creștini fiind uciși în multe atacuri criminale în Egipt și Iraq.
Conform ambasadorului  Israelului în Statele Unite, Michael Oren,  în ultima sută de ani populația creștină din Orientul Mijlociu s-a diminuat de la 20% la mai puțin de 5%. Oren argumentează că, cu excepția Israelului, unde comunitățile creștine au înflorit începând cu 1948, creștinismul în Orientul Mijlociu a îndurat severe dificultăți politice și culturale: în Egipt musulmanii extremiști au supus comunitatea creștinilor copți la numeroase agresiuni și masacre, ceea ce a dus la un exod a 200,000 de creștini copți; în Irak, 1000 de creștini au fost uciși în Bhagdad între 2003 și 2012 și 70 de biserici din țară au fost incendiate; în Iran, convertirea la creștinism este pedepsită cu condamnarea la moarte  iar în 2012 pastorul  Yousef Nadarkhani a fost condamnat la moarte; în Arabia Saudită slujbele creștine sunt interzise prin lege; în Fâșia Gaza, jumătate din populația creștină palestiniană a plecat, după ce Hamas a preluat controlul în 2007 iar legea în Gaza interzice expunerea publică a crucifixelor; în West Bank, populația creștină a scăzut de la 15% la 2%.

#### Egipt
Vezi și: Masacrele de la Kosheh, Masacrul din Nag Hammadi, Demonstrațiile din Maspero,  Bombardamentul din Alexandria 2011 și Atacurile asupra bisericii din cartierul Imbaba, Cairo 2011 
În Egipt guvernul nu recunoaște convertirile musulmanilor la creștinism. De la debarcarea lui Hosni Mubarak în 2011, creștinii egipteni copți au fost ținta unei discriminări în creștere. În 2011, s-au raportat incendieri ale bisericilor creștine copte, proteste împotriva numirii unui guvernator copt în Qena și confruntări soldate cu morți cu armata egipteană. La televiziuni islamiștii se referă la creștini numindu-i eretici și spun că ar trebui să plătească taxa jizia. Un preot copt acuză islamiștii de masacrarea porcilor deținuți de creștini mai ales în timpul gripei porcine: „Au ucis aceste animale nevinovate doar pentru că au crezut că religia islamică le condamnă.” În octombrie 2011 o rezoluție a trecut prin Parlamentul European în care Egiptul este acuzat de persecutarea populației creștine a țării. Până la mijlocul lui 2012 10,000 de creștini au părăsit țara.

#### Iraq
Vezi și:  Atac asupra unei biserici în Baghdad 2010
Consolidarea puterii în mâinile islamiștilor șiiți în Iraq de la alungarea regimului lui Sadam Husein a fost în detrimentul comunităților creștine din Iraq. Divergențele între facțiunile islamice din Iraq s-au finalizat cel mai adesea cu violențe împotriva creștinilor. Ca urmare au avut loc refugieri ale creștinilor din anumite zone în Europa și Statele Unite. Începând cu 2003 sute de mii de creștini au părăsit Iraqul, încat populația creștină care era de peste 1,4 milioane, a scăzut la 500 000, fiind în continuare în scădere. Între 2003 și 2012 mai mult de 70 de biserici au fost bombardate. În 2007 militanții Al Qaeda au ucis un tânăr preot în Mosul, iar în 2010 teroriștii au masacrat 53 de creștini asirieni într-o biserică din Bagdad.

#### Israel
În Ierusalim sunt mai multe exemple de biserici creștine vandalizate cu remarci agresive, incluzând amenințări cu moartea, aplicate cu spray cu vopsea pe ziduri. Se crede că au fost atacuri price tag (atacuri de răzbunare, price tag - preț ce trebuie plătit) ale locuitorilor extremiști.
Într-un incident din Tel Aviv din 2008, sute de copii ale Noului Testament, care au fost strânse din oraș (se presupune că de evreii mesianici), au fost arse de către trei tineri studenți  în Iudaism ortodocși. Uzi Aharon, viceprimarul Ierusalimului, a declarat pentru CNN  că el a strâns cărtile dar că nu intenționa să le ardă. Tinerii au făcut acest lucru în timp ce el nu se afla acolo. Când a aflat despre incendiere a intervenit și i-a pus capăt.
Un număr de tineri extremiști ultra-ortodocși/Haredi au intrat într-un conflict cu un preot creștin. Arhiepiecopul Aris Shirvanian, al Patriarhiei Armene din Ierusalim, declară că el personal a fost scuipat de cel puțin 50 de ori în ultimii 12 ani. Organizația Împotriva Calomniei a cerut rabinului șef să ia atitudine împotriva acestor agresiuni intereligioase.  Father Goosan, dragomanul șef al Patriarhiei Armene a Ierusalimului  declară că „Știu că este vorba despre grupuri de fanatici extremiști Haredi care nu reprezintă opinia generală dar tot este scandalos. Totul ține de educație. Este responsabilitatea liderilor care se ocupă de educația religioasă să îi învețe să nu se comporte astfel.”   În ianuarie 2010, liderii creștini, staful Ministerului de Externe, personalități ale municipalității Ierusalimului și comunitatea Haredi s-au întâlnit pentru a discuta despre toleranța inter-religioasă. Tribunalul de Justiție al comunității Haredi a publicat o declarație de codamnare a hărțuirii creștinilor, consemnând că este o „profanare a numelui lui Dumnezeu”. Mai multe evenimente au fost planificate în 2010 de către congregația ortodoxă Yedidya pentru a arăta solidaritatea cu creștinii și a îmbunătății relațiile dintre Haredi și comunitățile creștine din Ierusalim.
În iulie 2012, un membru al legislativului israelian,  Michael Ben-Ari, care susține Kahanismul, s-a înregistrat video în timp ce rupe o copie a Noului Testament și o aruncă la gunoi. Ben-Ari  a numit Noul Testament o „carte mizerabilă” care ar trebui „aruncată la coșul de gunoi al istoriei”. În răspuns, Comitetul Americanilor Evrei i-a solicitat Knessteului să îl condamne pe Ben-Ari, în timp ce :en:Hate crime|purtătorul de cuvânt]] al lui Benjamin Netanyahu a condamnat de asemenea acțiunile lui Ben-Ari.

#### Teritoriile palestiniene
Vezi și: Islamizarea Fâșiei Gaza  și Librăria din Gaza
Conform organizației Palestinian Media Watch (PMW), media palestiniană controlată de stat demonizează în mod frecvent celelalte religii cum ar fi iudaismul și creștinismul. PMW a tradus în limba engleză un program TV pentru copii transmis de două ori în 2012 în care o tânăra spune că evreii și creștinii sunt „lași și de demni de dispreț”.

##### Cisiordania
În 2002 un grup de musulmani palestinieni au incediat o proprietate creștină în Ramallah. Un dosar trimis în 2005 liderilor bisericilor din Ierusalim listează 93 de incidente și abuzuri comise împotriva creștinilor palestinieni  de care sunt bănuiți extremiștii musulmani și 140 de cazuri cu bande bănuite de furt din proprietățile creștine din West Bank (Cisiordania). În mai 2012 un grup de 100 de musulmani au atacat Taybeh, un sat creștin din Cisiordania.

##### Gaza
În 2007 Fâșia Gaza avea o mica minoritate creștină de 2,500-3000 locuitori. Răsturnarea Autorității Palestiniene în Gaza în acel an de către Hamas a fost însoțită de atacuri violente împotriva creștinilor și locurilor sfinte creștine de către militanți islamiști. O mânăstire catolică și o școală a Surorilor Rozariului au fost jefuite, anumiți creștini dând vina pe Hamas pentru acest atac. În septembrie 2007 teama creștinilor a crescut după ce o bătrână creștină în vârstă de 80 de ani a fost atacată în propria casă din Gaza de către un bărbat mascat care a jefut-o și numit-o infidelă.  Atacul a fost urmat la mai puțin de o lună mai târziu de către un altul îndreptat împotriva celui care deținea singura librărie creștină din orașul Gaza. Extremiștii musulmani erau implicați fiind în spatele incidentului.  Biblioteca Asociației Tinerilor Creștini(YMCA) a fost bombardată în 2008 teroriști ce, conform declarațiilor paznicilor spațiului, au întrebat de ce paza lucrează pentru infideli.
În 2011 populația creștină din Fâșia Gaza era sub 1,400. Un credincios catolic a declarat pentru  The Guardian că a fost oprit de către un oficial Hamas și i s-a cerut să își scoată crucifixul de lemn pe care îl purta.

#### Arabia Saudită
Grupul apărării drepturilor omului International Christian Concern (ICC) a declarat pentru Christian Post că 35 de creștini etiopieni – bărbați și femei – arestați în mod agresiv în Jeddah în decembrie 2011 în timp ce se rugau în timpul unei rugăciuni în comun în casele lor. Prizonierii s-au plâns că au fost persecutați datorită credinței lor și forțați să se convertească la islam, iar femeile au fost supuse unei percheziții corporale umilitoare. Conform ICC, un prizonier a declarat: „Predicatorii musulmani(care au fost trimiși de oficialități sa vorbească prizonierilor) au calomniat creștinismul, denigrând Biblia și spunându-le că Islamul este singura religie adevărată.”

#### Siria
În octombrie 2011 un proiect de lege a fost votat de către  Parlamentul European acuzând grupurile de rebeli de persecuția populației siriene creștine. În martie 2012 rapoartele primite indicau că creștinii erau expulzați din anumite sectoare din Homs de către un grup militant anti-Assad ce avea legături cu al-Qaeda. În iunie o știre a Agenției Fides arata ca cei mai multi locuitori crestini ai Qusairului si-au abandonat orasul in urma unui ultimatum al unui lider rebel local.

#### Turcia
Vezi: Crimele de la Editura biblică din Malatya

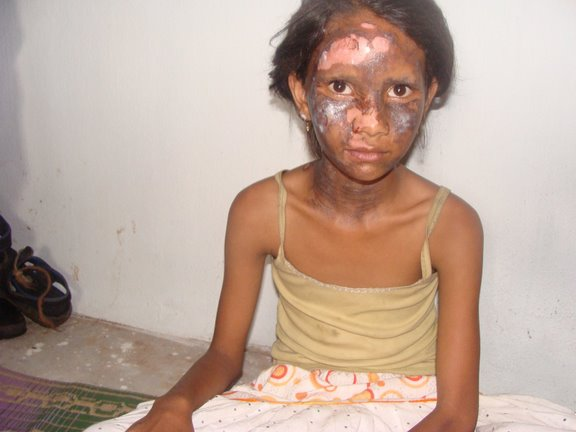
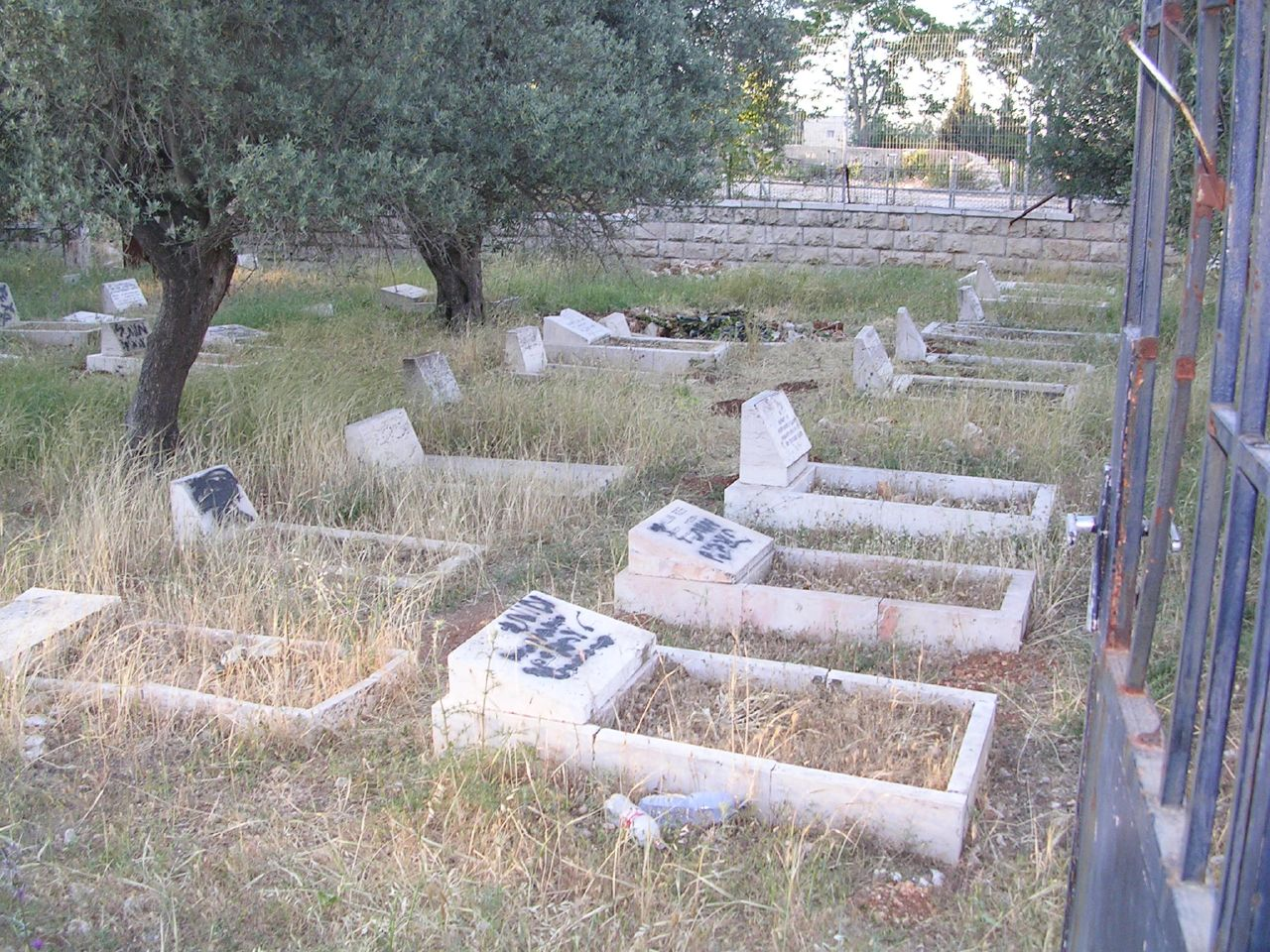